# ISO 639-2
ISO 639-2 je druhou částí mezinárodního standardu ISO 639. Sestává ze 464 třípísmenných kódů světových jazyků. Některé jazyky mají dva různé kódy (B a T), přičemž první z nich vychází z názvu jazyka v angličtině a druhý z názvu jazyka v něm samém (např. pro němčinu kód ger je z anglického German, zatímco kód deu je z německého deutsch). Co do seznamu zahrnutých jazyků je standard ISO 639-2 nadmnožinou standardu ISO 639-1. Navíc obsahuje i skupinové kódy pro skupiny jazyků, které nemají svůj vlastní kód. Příklady:
- čeština je označena cze/ces
- angličtina je označena eng
- němčina je označena ger/deu
- francouzština je označena fre/fra

Standardem se stal v roce 1998, ale práce na něm začaly už v roce 1989.